# Álvaro Urquijo
Álvaro Urquijo Prieto (Madrid, 22 de junio de 1962) es un compositor, cantante y guitarrista español. 

## Biografía
Su padre fue el ingeniero Javier Urquijo Grijalba (1929 - 2016) y su madre Mari Luz Prieto. 
Fundador junto a sus hermanos mayores Javier y Enrique Urquijo (1960-1999) y José Enrique Cano (Canito) del grupo Tos. Después de la muerte de Canito, los hermanos Urquijo crearon el grupo Los Secretos en 1980, en plena movida madrileña. 
En 1998 publicó su primer álbum en solitario, Álvaro Urquijo, que incluía uno de sus temas más célebres, Por el bulevar de los sueños rotos, con letra de Joaquín Sabina, en homenaje a Chavela Vargas.
Tras la muerte de su hermano Enrique, Álvaro se convirtió en líder de Los Secretos, que han continuado en activo; en septiembre de 2011 presentaron su nuevo disco de estudio tras 5 años llamado En este mundo raro, con el realizaron gira hasta 2012.
El 19 de abril de 2013, inicia con Los Secretos la gira Déjame estar a tu lado, un recorrido por las canciones más importantes del grupo, en salas de pequeño aforo de 14 ciudades españolas.
El 11 de mayo de 2015, presenta nuevo disco y gira con Los Secretos, Algo prestado, donde el grupo homenajea a los autores y canciones que más les han influido durante su carrera como  Graham Parker, Peter Gabriel, Nick Lowe, Gram Parsons, Foreigner, Ry Cooder o Ron Sexsmith. Las adaptaciones de las letras al español han sido realizadas por Álvaro Urquijo a excepción de Sentémonos a hablar, adaptada por Isabel Penalba, cantante y compositora de Ecléctica.
El 20 de septiembre de 2019, Los Secretos presentan disco, Mi paraíso.
El 17 de noviembre de 2021, Álvaro publica el libro "Siempre hay un precio" donde relata la biografía oficial de Los Secretos.

## Discografía

### Con Tos
- Tos (1978)

### Con Los Secretos

#### Álbumes de estudio
- Los Secretos (EP) (1980)
- Los Secretos (1981)
- Todo sigue igual (1982)
- Algo más (1983)
- El primer cruce (1986)
- Continuará (1987)
- La calle del olvido (1989)
- Adiós tristeza (1991)
- Cambio de planes (1993)
- Dos caras distintas (1995)
- A tu lado - Un homenaje a Enrique Urquijo (2000)
- Sólo para escuchar (2002)
- Una y mil veces (2006)
- En este mundo raro (2011)
- Algo prestado (2015)
- Mi paraíso (2019)

#### Álbumes en vivo
- Directo (1988)
- Con cierto sentido (2003)
- Gracias por elegirme - Las Ventas 10 de octubre de 2008 (2008)
- Sinfónico (2011)

#### Recopilatorios
- Lo mejor (1985)
- La historia de Los Secretos (1996)
- Grandes éxitos (1996)
- Grandes éxitos II (1999)
- 30 años (2007)

### En solitario
- Álvaro Urquijo (1998)